# 小谷正一
小谷 正一（こたに まさかず、1912年7月31日 - 1992年8月8日）は、日本のイベントプロデューサー。兵庫県姫路市竜野町出身。

## 略歴
旧制姫路中学校（現・兵庫県立姫路西高等学校）→早稲田第二高等学院を経て、1935年に早稲田大学卒業。その後1年ほど松竹大船撮影所付属の脚本研究所に入るが、結局松竹を退社して大阪毎日新聞社に入社する。ただ毎日新聞では事業部に配属されたため、第二次世界大戦末期の一時期を除いて新聞記者として働いた時期はほとんどない。毎日新聞社主催の音楽コンクールヴァイオリン部門で第1位となった辻久子のリサイタルを企画した。
1946年に毎日新聞が紙不足の状況下、自社のダミーとして『新大阪』を発行する新大阪新聞社を設立すると、毎日新聞から同社に派遣される形で同社編集局長に就任。『新大阪』時代は新聞拡販の目的で数多くのイベントを仕掛ける。1946年に将棋の木村義雄名人・升田幸三七段の五番勝負を企画・実行する。また、1947年の西宮球場での闘牛大会（宇和島の牛相撲の規模を拡大したもの。後に、毎日新聞社での同僚だった井上靖が『闘牛』として小説化し芥川賞を受賞する）、
同1948年の甲子園球場での将棋の大公開対局
などの大規模なイベントを行い、イベントプロデューサーとして注目を浴びる。
その後毎日新聞と新大阪新聞社の関係が希薄になると毎日新聞に戻り、新日本放送（現在の毎日放送）や毎日オリオンズの創設に関わる。
独立後の1953年10月31日にラジオ・テレヴィ・センターを設立しラジオ・テレビ局の公開放送用の賃貸ホールとして有楽町蚕糸会館6階に「東京ヴィデオ・ホール」を開設する。
1958年には当時電通の社長だった吉田秀雄に請われる形で電通に移籍、ラジオ・テレビ局長を務める。
電通では他にも東京オリンピックの広報プロデューサーなどを担当したが、1963年に吉田が亡くなったことなどから、1966年に電通を退社し自らの個人事務所「デスクK」を設立し独立した。
独立後は日本万国博覧会（大阪万博）で住友童話館のプロデュース、国際科学技術博覧会（筑波万博）で広報委員長を担当するなど、以後も長らくイベントプロデューサーとして活躍した。

## 著書
- 当らん・当り・当る・当る・当れ・当れ : 喝采の実証（産業能率短期大学出版部、1972年）

## 小谷を扱った作品
- 『闘牛』『黒い蝶』「貧血と花と爆弾」（井上靖）
- 「エンタメ」の夜明け（馬場康夫、講談社、2007年）
- 無理難題「プロデュース」します（早瀬圭一、岩波書店、2011年）
- MBSマンデースペシャル「福島のぶひろの、おもろいが生まれた日」（MBSラジオ、2023年4月24日）
  - 「福島のぶひろ」（毎日放送アナウンサーの福島暢啓）と阪田マリン（昭和レトロやラジオ番組を愛好する女性アーティスト）が、（MBSラジオの前身に当たる）新日本放送初代放送部長時代の足跡を中心に、小谷が日本のラジオ・エンタテインメント・イベント業界に残した功績を新日本放送開局当初のアーカイブ音源や再現ドラマなどを交えながら紹介。